# 山口弘道
山口 弘道（やまぐち ひろみち）は、常陸牛久藩の第6代藩主。第4代藩主・山口弘豊の5男。通称は政之進、中務。官位は従五位下、但馬守、修理亮。

## 経歴
明和5年（1768年）9月7日、兄の弘倉が早世したため第5代藩主・弘長の養嗣子となる。同年12月25日、養父弘長の死去により家督を継いだ。明和6年1月15日、将軍徳川家治に拝謁した。同年12月18日、従五位下但馬守に叙任する。後に修理亮に改める。藩政では文治政治を重んじ、名木の保護を行なっている。天明3年（1783年）9月12日、44歳で病死し、家督は養嗣子の弘務が継いだ。

## 系譜
父母
- 山口弘豊（実父）
- 山口弘長（養父）

正室
- 一柳末栄の娘

側室
- 鈴木氏

子女
- 山口弘致（長男）生母は鈴木氏（側室）

養子
- 山口弘務 ー 溝口直温の七男